# Beatrycze (królowa Portugalii)
Beatrycze (port. Beatriz; ur. luty 1373 w Coimbrii , zm. ok. 1420 w Kastylii)  była jedynym prawowitym żyjącym dzieckiem króla Ferdynanda I Burgundzkiego i jego żony, Leonory Teles de Menezes. Została królową Kastylii i Leónu poprzez małżeństwo z królem Janem I. 
Po śmierci jej ojca, który zostawił królestwo Portugalii bez męskiego potomka, Beatrycze próbowała przejąć tron, lecz zagarnął go jej wujek, król Jan I Dobry.